# Inverness Caledonian Thistle Football Club
L'Inverness Caledonian Thistle Football Club, meglio noto come Inverness o Caley Thistle, è una società calcistica scozzese con sede nella città di Inverness. Milita in Scottish League One, la terza divisione del campionato scozzese di calcio.
Nel suo palmarès c'è una Scottish Cup conquistata nella stagione 2014-15, oltre a due Scottish Challenge Cup.

## Storia
La fondazione risale al 1994, quando fu costituito il Caledonian Thistle Football Club dalla fusione del Caledonian Football Club e dell'Inverness Thistle Football Club, ambedue componenti della Highland Football League, per colmare uno dei due posti liberi nella Scottish Football League. Dopo alcune amichevoli, il club giocò la prima partita ufficiale il 9 agosto 1994 contro l'East Stirlingshire nel primo turno della Scottish League Cup, vincendo per 2-0. Il sabato dopo giocò la prima partita di campionato nella Scottish Third Division in casa al Telford Street Park battendo l'Arbroath per 5-2. Nonostante un buon inizio, il primo campionato fu concluso al sesto posto. Nella stagione successiva il club concluse il campionato al terzo posto e riuscì a raggiungere i quarti di finale della Scottish Cup, dove fu eliminato dai Rangers.
Una delle condizioni per entrare a far parte della Scottish Football League era che la squadra giocasse in un nuovo stadio. Dopo aver avanzato diverse proposte, il governo del distretto di Inverness approvò la costruzione del nuovo stadio nel sito noto come East Longman. La costruzione dello stadio andò avanti incontrando difficoltà finanziarie, tra cui il ritardo nella concessione da parte del governo del distretto di Inverness del contributo promesso di £ 900 000. Il 19 dicembre 1995 fu votato il via libera al pagamento, ma il pagamento ritardò ulteriormente poiché il 1º aprile 1996, con la ristrutturazione amministrativa della Scozia, il distretto di Inverness fu sostituito dall'unità amministrativa delle Highland. Per ricevere il contributo economico del governo regionale, venne richiesto l'inserimento di Inverness nella denominazione sociale. Prima della stagione 1996-1997 il club modificò il nome in Inverness Caledonian Thistle Football Club. Infine, il Caledonian Stadium fu completato nel novembre 1996. Al termine della stagione 1996-1997 l'Inverness Caledonian Thistle conquistò la promozione in Scottish Second Division vincendo il campionato. Alla seconda stagione in terza serie il club riuscì a guadagnare la promozione in Scottish First Division, la seconda serie del campionato scozzese, terminando la stagione 1998-1999 al secondo posto. La prima stagione in seconda serie si concluse con un sesto posto, ma vide il raggiungimento della finale di Scottish Challenge Cup e la vittoria sul Celtic per 3-1 nel terzo turno della Scottish Cup.
La stagione 2003-2004 è stata una delle migliori del club: primo posto in First Division e promozione in Scottish Premier League, semifinalista in Scottish Cup e vincitore della Scottish Challenge Cup. Le regole di ammissione alla Scottish Premier League prevedevano che tutte le squadre avessero uno stadio con una capacità minima di 10 000 posti a sedere, ma il Caledonian Stadium non soddisfaceva questi requisiti. Di conseguenza, l'unica possibilità per non rinunciare alla promozione (come fatto dal Falkirk l'anno precedente) era quella di giocare le partite casalinghe al Pittodrie Stadium, condividendo lo stadio con l'Aberdeen. Dopo vari consulti con la tifoseria e dopo aver trovato un accordo con l'Aberdeen, la decisione di giocare una stagione lontano dal Caledonian Stadium fu presa e rimessa all'approvazione della Scottish Premier League il 28 maggio 2003. Il 22 giugno 2003 la Scottish Premier League accordò all'Inverness Caledonian Thistle di giocare al Pittodrie Stafdium per la stagione 2004-2005 e, inoltre, deliberò la riduzione della capienza minima degli stadi a 6 000 posti a sedere. A metà della stagione 2004-2005 i lavori allo stadio furono conclusi e lo stadio fu rinominato Tulloch Caledonian Stadium.
Dopo cinque stagioni in Scottish Premier League nella stagione 2008-2009 arrivò la prima retrocessione in First Division con l'ultimo posto in classifica. Dopo un solo anno in seconda serie l'Inverness Caledonian Thistle tornò subito in Premier League. Nella stagione 2012-2013 l'Inverness Caledonian Thistle completò la prima fase nelle prime sei posizioni accedendo alla lotta per il titolo e per l'ammissione alle coppe europee. Terminò il campionato al quarto posto mancando all'ultima giornata la qualificazione alla UEFA Europa League dopo aver perso contro il Ross County. Si confermò concludendo al quinto posto nella stagione successiva, che fu la prima della Scottish Premiership sotto l'egida della neocostituita Scottish Professional Football League.
La stagione 2014-2015 vide l'Inverness Caledonian Thistle raggiungere il miglior risultato della sua storia, concludendo il campionato al terzo posto. Inoltre, vinse la Scottish Cup e si qualificò al secondo turno della UEFA Europa League 2015-2016. Dopo aver sconfitto il Celtic in semifinale dopo i tempi supplementari, vinse per 2-1 la finale sul Falkirk giocata all'Hampden Park di Glasgow. La prima partecipazione alla Europa League si concluse subito al secondo turno contro i rumeni dell'Astra Giurgiu: dopo aver perso la partita di andata in casa per 1-0, pareggiò in trasferta per 0-0 venendo eliminato. In campionato si classificò al settimo posto.
La stagione 2016-2017 si rivela travagliata per la formazione delle Highlands e culmina con la retrocessione nella Scottish Championship dopo aver conquistato 34 punti in 38 partite. La stagione successiva, nonostante l'Inverness fosse uno dei candidati alla promozione, non inizia bene con la squadra che arranca in zona play-out, ma successivamente è in grado di recuperare punti e posizioni, arrivando quasi a sfiorare i play-off classificandosi al quinto posto finale. La stagione viene ricordata per la vittoria della Scottish Challenge Cup, la seconda della loro storia, tornando alla vittoria di una coppa nazionale dopo tre stagioni e della Challenge Cup dopo 14 anni.
Nella Championship 2018-19, dopo un buon inizio, si ritrova attardato dalle squadre in lotta per la promozione (Ross County, Ayr United e Dundee United), ma a fine stagione riesce a raggiungere il terzo posto scavalcando in extremis l'Ayr United, che in seguito batte nel primo turno dei play-off; dopodiché esce al turno successivo contro il Dundee United. In Scottish Cup arriva in semifinale, persa contro gli Hearts.
Nel campionato 2019-20, interrotto per la pandemia di COVID-19, si classifica al secondo posto senza però poter ambire alla Premiership dato l'annullamento dei play-off. In Championship 2020-21 arriva quinto, a tre punti dalla zona play-off. L'anno successivo si qualifica per i play-off in virtù del terzo posto in campionato; agli spareggi supera Partick Thistle e Arbroath, ma perde la finale contro il St. Johnstone, penultimo della Premiership.
Nella stagione 2022-23, in Championship conclude soltanto al sesto posto, mentre in Scottish Cup raggiunge la finale dopo aver estromesso due squadre di Premiership, ossia Livingston e Kilmarnock, e poi il Falkirk nei tre turni precedenti. Tuttavia, la sfida finale vede l'Inverness contrapposto al Celtic, che conquista la coppa battendo 3-1 gli avversari.
Nel campionato seguente si ritrova immischiato nella lotta per evitare la retrocessione, non tanto quella diretta (con l'Arbroath perennemente ultimo e distanziato) ma tramite i play-out: la classifica della zona bassa è molto corta e alla fine, tra cinque squadre comprese in tre punti, è proprio l'Inverness a piazzarsi in penultima posizione. Affronta dunque agli spareggi il Montrose, battuto 1-0, e in finale l'Hamilton Academical, che invece sconfigge l'Inverness all'andata e al ritorno (3-5 complessivo) sancendone la discesa in League One.

## Colori e simboli
I colori sociali dell'Inverness sono il blu e il rosso, tradizionalmente disposti a strisce verticali nella divisa.

## Strutture

### Stadio
L'Inverness disputa le partite interne al Caledonian Stadium, costruito nel 1996; attualmente ha una capienza di 7 800 persone.

## Allenatori
- 1994-1995  Sergei Baltacha (15 maggio 1994 – 13 maggio 1995)
- 1995-2002  Steve Paterson (1º agosto 1995 – 11 dicembre 2002)
- 2002-2004  John Robertson (26 dicembre 2002 – 3 novembre 2004)
- 2004-2006  Craig Brewster (25 novembre 2004 – 13 gennaio 2006)
- 2006-2007  Charlie Christie (13 gennaio 2006 – 26 agosto 2007)
- 2007-2009  Craig Brewster (27 agosto 2007 – 19 gennaio 2009)
- 2009-2013  Terry Butcher 27 gennaio 2009 – 11 novembre 2013)
- 2013-2016  John Hughes (4 dicembre 2013 – 20 maggio 2016)
- 2016-2017  Richie Foran (30 maggio 2016 - 29 maggio 2017)
- 2017-2021  John Robertson (14 giugno 2017 – 30 maggio 2021)
- 2021-2023  Billy Dodds (1º giugno 2021-24 settembre 2023)
- 2023-  Duncan Ferguson (26 settembre 2023-)

## Palmarès

### Competizioni nazionali
- Coppa di Scozia: 1

2014-2015
- Scottish Challenge Cup: 3

2003-2004, 2017-2018, 2019-2020
- Scottish First Division: 2

2003-2004, 2009-2010
- Scottish Third Division: 1

1996-1997

### Altri piazzamenti
- Campionato scozzese:

Terzo posto: 2014-2015
- Coppa di Scozia:

Finalista: 2022-2023
Semifinalista: 2018-2019
- Coppa di Lega scozzese:

Finalista: 2013-2014
- Scottish Championship:

Secondo posto: 2019-2020
Terzo posto: 2018-2019, 2021-2022

## Statistiche

### Partecipazione ai campionati
| Livello | Categoria                | Partecipazioni | Debutto   | Ultima stagione | Totale |
| ------- | ------------------------ | -------------- | --------- | --------------- | ------ |
| 1º      | Scottish Premier League  | 8              | 2004-2005 | 2012-2013       | 12     |
| 1º      | Scottish Premiership     | 4              | 2013-2014 | 2016-2017       | 12     |
| 2º      | Scottish First Division  | 6              | 1999-2000 | 2009-2010       | 13     |
| 2º      | Scottish Championship    | 7              | 2017-2018 | 2023-2024       | 13     |
| 3º      | Scottish Second Division | 2              | 1997-1998 | 1998-1999       | 3      |
| 3º      | Scottish League One      | 1              | 2024-2025 | 2024-2025       | 3      |
| 4º      | Scottish Third Division  | 3              | 1994-1995 | 1996-1997       | 3      |

### Statistiche nelle competizioni UEFA
Tabella aggiornata alla fine della stagione 2020-2021.
| Competizione                  | Partecipazioni | G | V | N | P | RF | RS |
| ----------------------------- | -------------- | - | - | - | - | -- | -- |
| Coppa UEFA/UEFA Europa League | 1              | 2 | 0 | 1 | 1 | 0  | 1  |

## Organico

### Rosa 2023-2024
Aggiornata al 16 marzo 2024.
| N. |                             | Ruolo | Calciatore               |
| -- | --------------------------- | ----- | ------------------------ |
| 1  | Scozia (bandiera)           | P     | Mark Ridgers             |
| 2  | Scozia (bandiera)           | D     | Wallace Duffy            |
| 3  | Scozia (bandiera)           | D     | Cameron Harper           |
| 4  | Scozia (bandiera)           | C     | Cammy Kerr               |
| 5  | Scozia (bandiera)           | D     | Jeremiah Chilokoa-Mullen |
| 6  | Irlanda del Nord (bandiera) | D     | Daniel Devine            |
| 7  | Scozia (bandiera)           | C     | Tom Walsh                |
| 8  | Irlanda del Nord (bandiera) | C     | Sean McAllister          |
| 9  | Irlanda del Nord (bandiera) | A     | Billy McKay              |
| 10 | Irlanda (bandiera)          | C     | Aaron Doran              |
| 11 | Inghilterra (bandiera)      | A     | Austin Samuels           |
| 12 | Scozia (bandiera)           | C     | Roddy MacGregor          |
| 14 | Canada (bandiera)           | A     | Aribim Pepple            |

| N. |                        | Ruolo | Calciatore      |
| -- | ---------------------- | ----- | --------------- |
| 15 | Scozia (bandiera)      | C     | Max Anderson    |
| 18 | Inghilterra (bandiera) | A     | Harry Lodovica  |
| 19 | Inghilterra (bandiera) | C     | Luis Longstaff  |
| 20 | Galles (bandiera)      | D     | Morgan Boyes    |
| 21 | Scozia (bandiera)      | P     | Cammy Mackay    |
| 22 | Inghilterra (bandiera) | C     | Nathan Shaw     |
| 24 | Scozia (bandiera)      | C     | Adam Brooks     |
| 30 | Malta (bandiera)       | D     | James Carragher |
| 33 | Scozia (bandiera)      | D     | Lewis Nicolson  |
| 34 | Inghilterra (bandiera) | D     | Remi Savage     |
| 38 | Galles (bandiera)      | A     | Alex Samuel     |
| 40 | Nigeria (bandiera)     | C     | Samson Lawal    |
| 44 | Australia (bandiera)   | D     | Nikola Ujdur    |

### Rosa 2022-2023
Aggiornata al 10 febbraio 2023.
| N. |                             | Ruolo | Calciatore            |
| -- | --------------------------- | ----- | --------------------- |
| 1  | Scozia (bandiera)           | P     | Mark Ridgers          |
| 2  | Scozia (bandiera)           | D     | Wallace Duffy         |
| 3  | Scozia (bandiera)           | D     | Cameron Harper        |
| 4  | Scozia (bandiera)           | C     | Sean Welsh (capitano) |
| 5  | Scozia (bandiera)           | D     | Robbie Deas           |
| 6  | Irlanda del Nord (bandiera) | D     | Daniel Devine         |
| 8  | Inghilterra (bandiera)      | C     | David Carson          |
| 9  | Irlanda del Nord (bandiera) | A     | Billy McKay           |
| 10 | Irlanda (bandiera)          | C     | Aaron Doran           |
| 11 | Scozia (bandiera)           | A     | Shane Sutherland      |
| 12 | Scozia (bandiera)           | C     | Roddy MacGregor       |
| 14 | Scozia (bandiera)           | C     | Tom Walsh             |

| N. |                        | Ruolo | Calciatore      |
| -- | ---------------------- | ----- | --------------- |
| 15 | Scozia (bandiera)      | D     | Kirk Broadfoot  |
| 18 | Scozia (bandiera)      | C     | Scott Allardice |
| 21 | Scozia (bandiera)      | P     | Cammy Mackay    |
| 24 | Inghilterra (bandiera) | A     | Austin Samuels  |
| 25 | Scozia (bandiera)      | D     | Harry Nicolson  |
| 26 | Scozia (bandiera)      | D     | Ryan Fyffe      |
| 28 | Scozia (bandiera)      | C     | Lewis Hyde      |
| 29 | Scozia (bandiera)      | C     | Robbie Thompson |
| 30 | Scozia (bandiera)      | D     | Aly Riddle      |
| 31 | Scozia (bandiera)      | C     | Harry Hennem    |
| 32 | Scozia (bandiera)      | A     | Ethan Cairns    |
| 33 | Scozia (bandiera)      | D     | Lewis Nicolson  |

## Tifoseria

### Rivalità
La rivalità più sentita è col Ross County, con cui l'Inverness disputa il Derby delle Highlands, dal nome della contea a cui appartengono entrambi.
Un'altra rivalità, seppur minore, è quella con l'Aberdeen, che prende forma nel North Derby.